# Жълт смил
Жълтият смил (Helichrysum arenarium), наричан още смил, смин, сминчец и безсмъртниче, е многогодишно тревисто растение от семейство Сложноцветни.

## Описание
Листата са плоски, по-ниските от които са с елипсовидна форма, а по-високите – линейни. Те са вълнести от двете страни.
Главите на цветчетата са подредени нарядко, с ярки златистожълти цветчета.
Жълтият смил се намира в Източна Франция до Дания, както и по планините на Узбекистан върху пясъчни пасища и храсталаци. Той също така е широко разпространен по Далматинското крайбрежие в Хърватия, където местните жители редовно берат и продават през лятото (ако времето позволява, дори чак през септември и октомври).
В България се среща в централната част на Дунавската равнина, Източна България и Кюстендилско, до 1000 m н.в.

## Употреба
Настойка от ярки жълти цветя се използва при лечение на заболявания на жлъчния мехур и като диуретик при лечение на ревматизъм и цистит. Тя е компонент в захра, билков чай се използва за медицински цели в Сирия. Той се използва и като компонент на билкови чайове с плодове. Сухото растение често се използва за декоративни цели, заедно със или вместо подобния вид Helichrysum bracteatum.
Село Симинок, попаднало в очертанията на град Мурфатлар, Румъния, е наречено на обилно растящия в землището му жълт смил, на румънски: siminoc.

## Подобни видове
Helichrysum stoechas е подобен на растенията от вида Arenarium Helichrysum, но листата са линейни и навити по ръбовете. То се намира в западната част на Франция върху дюни в близост до морето.